# Mr. Spritz Goes to Washington
Mr. Spritz Goes to Washington, llamado Krusty caballero sin espada en España y Krusty va a Washington en Hispanoamérica, es un episodio perteneciente a la decimocuarta temporada de la serie animada Los Simpson, emitido originalmente el 9 de marzo de 2003. El episodio fue escrito por John Swartzwelder y dirigido por Lance Kramer.

## Sinopsis
Todo comienza cuando, mientras están viendo televisión, los Simpson sienten que la tierra tiembla, y descubren un avión volando peligrosamente cerca de su casa. Pronto se enteran de que se habían cambiado las rutas de vuelo habituales, por lo que Marge y Homer van a quejarse con el dueño del aeropuerto, pero éste les dice que las rutas habían sido cambiadas para proteger a la vida silvestre; sin embargo, en realidad, habían sido cambiadas a pedido del alcalde Diamante, para poder estar con mujeres en paz y tranquilidad. 
La familia trata de acostumbrarse al ruido constante, pero lo ven imposible y deciden mudarse. Luego de un intento fallido de venderle la casa a Apu y a Ralph Wiggum, Homer y Marge se quejan ante su congresista, Horace Wilcox, quien había sido congresista desde 1933. Horace parece dispuesto a ayudarlos pero, desafortunadamente, sufre un ataque cardíaco y muere. Más tarde, todos ven el programa de Krusty, y a Bart se le ocurre la idea de llevar a Krusty al Congreso. La familia también piensa que ésta era una buena idea. Al día siguiente, Bart visita a Krusty, y le pide que se convierta en congresista. Krusty al principio se niega, pero pronto comienza a gustarle la idea, ya que así podría cambiar todos los problemas en lo que lo había metido en el gobierno, como los impuestos y la inmigración (de su mono). En un encuentro de Republicanos, Krusty se nomina a sí mismo como candidato para el Congreso. Los otros miembros del comité lo apoyan.
La campaña de Krusty comienza con el pie izquierdo, ya que incluía bromas ofensivas en sus discursos y su oponente, John Armstrong, había mostrado un video del programa de Krusty en donde éste se burlaba de la ONU. Desesperada por que Krusty gane la elección, Lisa lo ayuda en su campaña, conectándolo con familias y ciudadanos comunes. Con esta publicidad y un poco de ayuda de la cadena Fox News, la popularidad de Krusty crece y gana la elección, probablemente gracias al gran fraude encabezado por Bart. 
Todo esto da comienzo a la era de Krusty en el Congreso. Luego de jurar, trata de presentar el tema de las rutas de vuelo sobre la Avenida Siempreviva. Sin embargo, nadie le presta atención y le dicen que como era nuevo, nadie le haría caso. Pronto lo mandan a limpiar los grafitis de las paredes de la sala, mientras los otros congresistas discuten sobre el diseño de las monedas hechas de chocolate. 
Más tarde, los Simpson encuentran a Krusty en un bar, ahogando sus penas en el alcohol. Siente como si les hubiera fallado, pero ellos lo convencen de hacerse valer. Con coraje, Krusty trata de hacer revisar su caso, pero termina hablándole a una sala vacía. Los Simpson lo miran, sintiendo pena por él y por ellos mismos, considerando que tendrían que vivir con el ruido de los aviones. Cuando Homer dice que su avión hacia su casa salía en media hora (sólo para crear suspenso) un conserje (quien se "parece" a Walter Mondale) llega al lugar y les informa cómo una propuesta se convertía en ley. Lisa trata de demostrar sus propios conocimientos, pero él la interrumpe, diciendo que las tácticas cautelosas eran necesarias. 
Con su ayuda, todos amenazan a un congresista de peso con una cinta de video, la cual lo mostraba abusándose de la política de correo gratis, el que sólo podía ser utilizado por asuntos oficiales pero que él estaba usando para enviar una tarjeta. Homer se las arregla para emborrachar al congresista Beauregard. Finalmente, en una sesión del Congreso, el conserje y Lisa ponen la petición de cambiar las rutas de vuelo encima de todas las otras. Cuando la petición se discute, el congresista amenazado inmediatamente la acepta, y el congresista Beauregard, ebrio, también la apoya. Luego, la petición se convierte en ley y Krusty halaga los éxitos de la democracia. 
En la casa de los Simpson, la familia se pone feliz al ver que el tráfico aéreo había sido redirigido a las partes más pobres de la ciudad, mientras que ellos tenían la paz y tranquilidad por la que habían luchado.